# Низинний замок

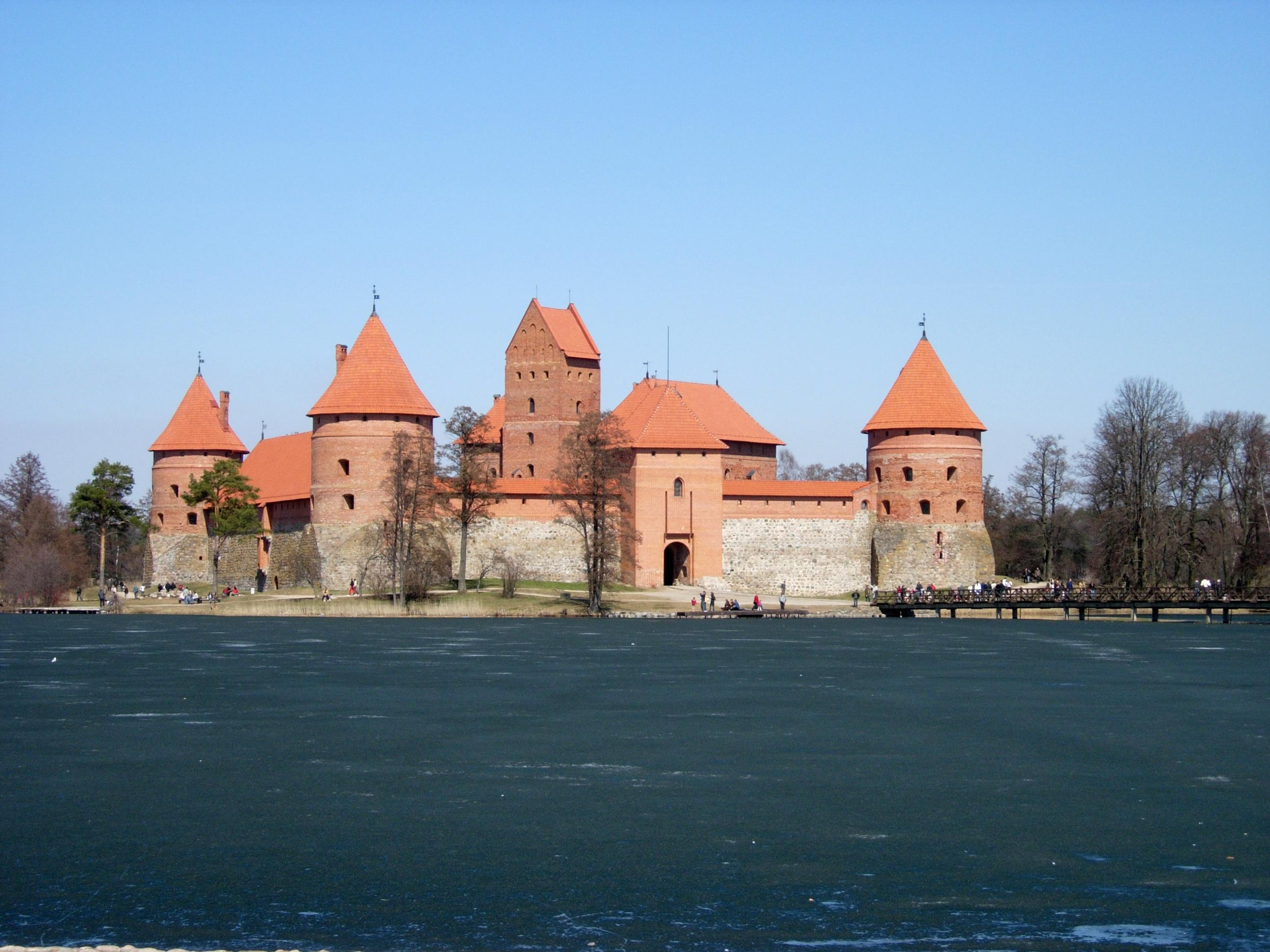
Тракайський замок (Литва), острівний замок

Термін низинний або рівнинний замок (нім. Niederungsburg, Flachlandburg чи Tieflandburg) описує тип замку розташованому у низині, рівнині чи дні долини, на відміну від замків, збудованих на височині, напр. відрозі. Цей термін особливо поширений у Німеччині, де 34 % всіх замків належать до цього типу.
Оскільки низинні замки не мають оборонної переваги ділянки на височині, місця для їх розташування обирались такі, які легко захищати, використовуючи річки, острови на озерах або болотах. Там, де такі природні перепони не існують, часто створювались схожі штучні, наприклад заповнені водою або сухі рови, вали, палісади та куртини. Для збільшення висоти замку над оточенням могли будувати земляні насипи (напр., укріплення типу «motte and bailey»), або покладати цю функцію на фортечну вежу.
Замки Раннього середньовіччя (включно зі слов'янськими та саксонськими) часто мали вузький глибокий рів та високі і круті земляні вали.
Низинні замки переважно зустрічаються на рівнинах, таких як Північнонімецька рівнина або у Нідерландах. Але деколи вони будувались і на височині, наприклад у долині, як так званий острівний замок (Inselburg) на острові річки (напр. замок Пфальцграфенштайн).

## Типи

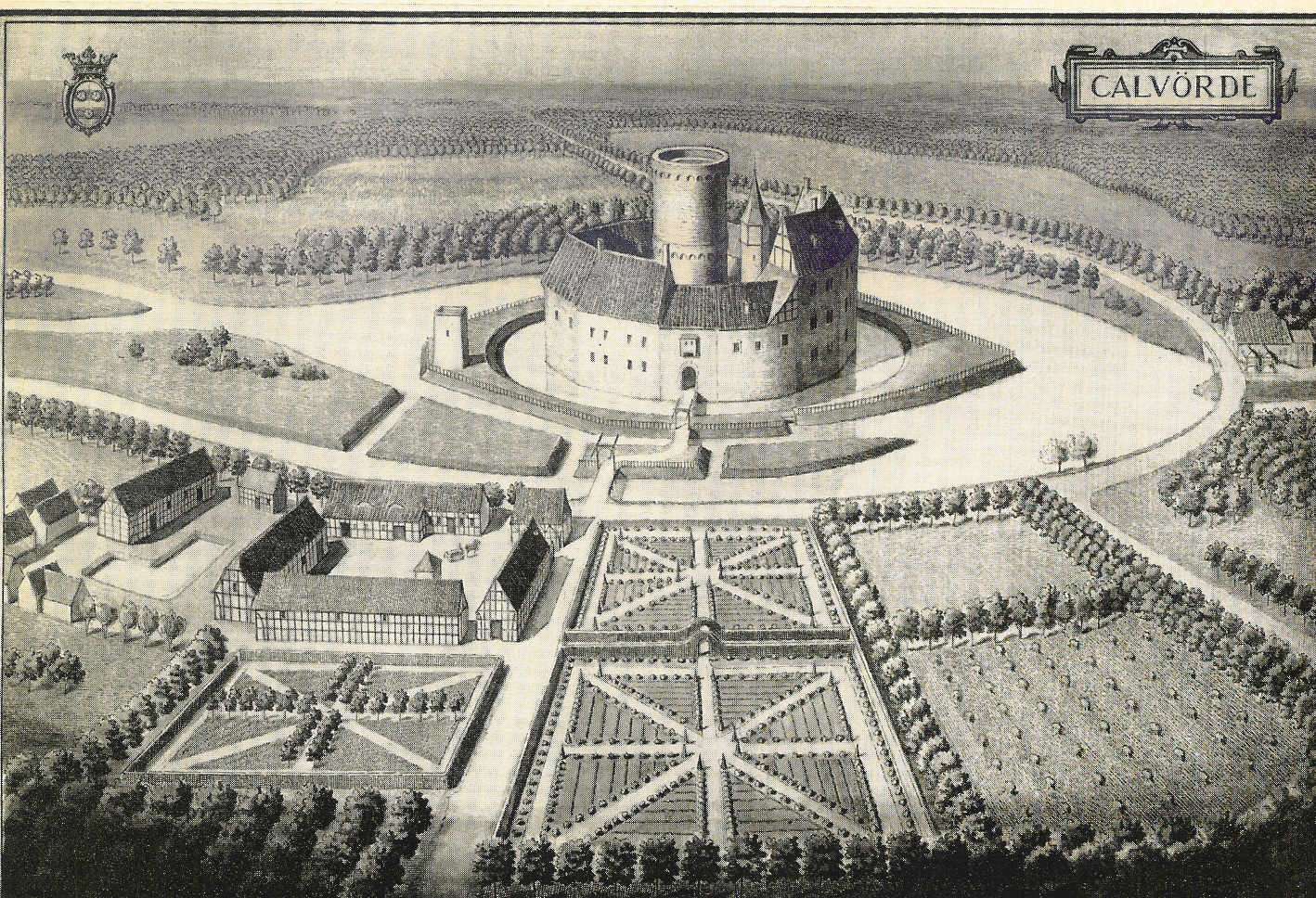
Рів замку Кальверде (Calvörde) був поєднаний з річкою Оре системою каналів

- водний замок (Wasserburg): загальний термін для всіх типів замків, які використовують воду як захисну перепону. Залежно від їх топографічного розташування, ці замки можуть бути розподілені на такі підтипи (оригінальні німецькі терміни наведені у дужках):
  - річковий замок (Flussburg): замок, зведений на березі річки. Як правило, вони також оточені ровами, заповненими водою з річки.
  - береговий замок (Uferburg): замок зведений на березі озера або моря. Як і річкові замки, берегові замки як правило мали штучні рови, поєднані з водоймою.
  - острівний замок (Inselburg): замок на природному, або рідше — на штучному, острові на річці чи озері.
  - болотний замок (Sumpfburg): замок на марші чи торфовому болоті. Він використовує природну недоступність такого ландшафту для отримання захисних переваг.
- долинний замок (Talburg): замок на дні долини. Особливий варіант має місце у Talsperren («бар'єри у долині»), де укріплення у долині пов'язані з мурами замку, розташованого на схилі або вершині пагорбу, тому цей тип складається з низинного замку та замку на пагорбі. Прикладом цього типу є замки Беллінцони.

Підтипи відповідно до функції:
- мостовий замок (Brückenburg): замок, збудований для нагляду та захисту над мостом або бродом через річку.
- гаванний замок (Hafenburg): замок, збудований для захисту гавані.

## Приклади

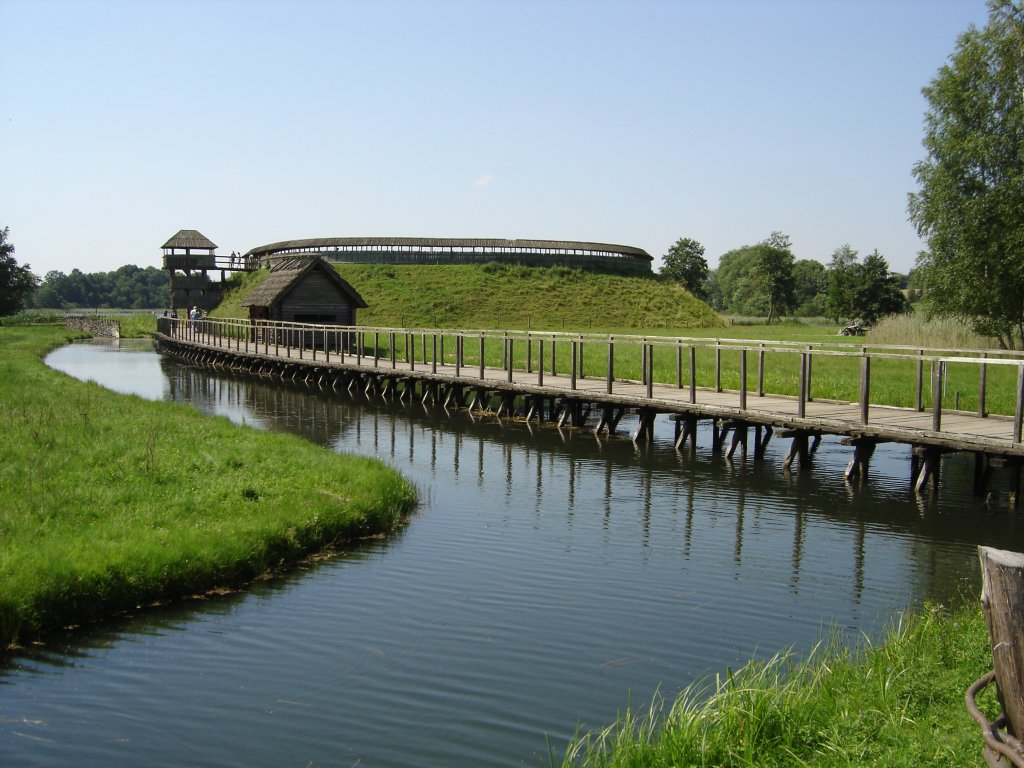
Радонім, замок Раннього середньовіччя

- замок Керлаверок, водний замок трикутного плану, Шотландія
- Ейлін Донан, відновлений острівний замок, Шотландія
- замок Ворвік, річковий замок, Англія
- замок Сюллі-сюр-Луар, водний замок у долині Луари, Франція
- замок Берсел, цегляний замок Пізнього середньовіччя, Бельгія
- замок Нассенфельс, замок на місці давньоримського кастеллума, Німеччина
- Радонім чи Гросс Раден, слов'янський острівний замок Раннього середньовіччя, Німеччина
- замок Данквардероде, земельний замок або ландесбург (Landesburg) герцогів Брунсвіків, Німеччина
- замок у Мальборку, головне місце розташування Тевтонського ордена та найбільша цегляна будівля Європи, Польща